# Tobna
Tobna (en árabe Tubna) fue una antigua ciudad de la moderna Argelia a 4 km al suapar de la actual Barika, en la parte oriental del Chott El Hodna, entre este y las montañas Belezma en la región de Aurés. Estaba regada por uadi Bitam. Hoy se encuentra en ruinas y quedan los restos del recinto de 950 x 930 metros y restos de la fortaleza bizantina.
Historia
Fue la antigua Tobuna o Tubón  o Thubunae construida por los romanos y que se convirtió en municipio bajo Septimio Severo. Estaba dotada de ciudadela que la defendía de los ataques de nómadas. En los Itinerarios figura a un día de marcha de Makkari, a un día de Ngawus, a dos días de al-Ghadir, a dos días de Msila, a dos días de Biskra y a cinco de Bighay.
En el año 427 estuvo allí el conde Bonifacio  para encontrarse con Agustín de Hipona. Bajo los bizantinos fue cabeza de distrito y construyeron una gran fortaleza.
No se sabe cuándo fue conquistada por los árabes pero tuvo que ser los primeros años del siglo VIII. Del siglo VIII al X, bajo las dinastías de la zona, tuvo una importancia estratégica destacada; tenía una guarnición o djund y las fortificaciones fueron reforzadas por murallas; bajo el gobernador califal Umar ibn Hafs Hazarmard (768-771) fue asediada por el bereber jariyista los kutama Abu-Kurra, pero la ciudad resistió, quien en el 795 fue nombrado gobernador del Zab por el califa, con sede en Tobna, y poco después estalló una revuelta en Ifriqiya (octubre de 799) en la que Tammam ibn Tamim at-Tamimi, gobernador de Túnez y miembro de un clan de los Banu Tamim (los Malik ibn Zayd Manat) pero hostil al clan de los Banu Tamim de Ibrahim, se sublevó contra el gobernador Muhammad ibn Muqàtil al-Akkí (797-799) que residía en Kairuán, y lo derribó ocupando su lugar (799- 800); Ibrahim salió de Tobna con sus fuerzas en ayuda del gobernador derribado pero cuando consiguió restaurarlo no obtuvo la aprobación del califa, el cual, por razones de política interna, invitó a Ibrahima  ocupar él mismo el puesto de gobernador y, a cambio de un arreglo financiero, el 9 de julio de 800 Harún al-Rashid le confirió la condición de emir hereditario de Ifriqiya.
Después del dominio aglabíes, pasó al califato fatimí hacia 909 y luego, cuando el califa fatimí marchó hacia Egipto, fue parte del dominio de los ziríes.] Los ziríes la perdieron más tarde ante los hamaditas. Al-Bakri la menciona como la villa más importante entre Kairuán y Siyilmasa; tenía una calle comercial y varios barrios fuera de las murallas, un cementerio, jardines y huertas bien regadas; se cultivaba el algodón. Pero durante la disputa por el Magreb con los omeyas de Córdoba, la ciudad de Msila fue la más beneficiada y Torbna quedó como dependencia. A mediados del siglo XI la llegada de los Banu Hilal afectó a su prosperidad. Según Ibn Jaldún la ciudad fue arruinada por los Banu Hilal igual que Msila, y toda la región arrasada y asolada. Tobna no se pudo rehacer y Biskra ocupó su lugar.